# 王造時
王 造時（おう ぞうじ、1903年 - 1971年8月2日）は中華民国・中華人民共和国の政治学者・歴史学者。日中戦争直前、抗日運動を行ったことを理由として国民政府から迫害された「七君子」の1人として知られる。後に中華人民共和国でも反右派運動・文化大革命で「右派」として迫害に遭い死亡した。字は雄生。

## 事績

### 米英留学
竹商人の家庭に生まれる。1917年（民国6年）、優秀な成績で清華留美（アメリカ留学）予備学校に入学した。1919年（民国8年）、五四運動が起きると、王は清華学校学生評議会主席などをつとめ積極的に参加し、2度逮捕された。1925年（民国14年）、清華学校高等科を卒業して、公費によりアメリカに留学、ウィスコンシン大学に入学している。またアメリカ政治学会にも加入し、1929年（民国18年）、同大学大学院で政治学博士号を取得した。同年中にイギリスに渡り、ロンドン政治経済学院（ロンドン・スクール・オブ・エコノミクス）で政治思想・比較政治を研究している。
翌1930年（民国19年）8月、王造時は帰国して上海光華大学教授・政治系主任・文学院院長、中国公学政治学教授などをつとめた。なお帰国当初の王造時は、国家社会主義を信奉して中国青年党に加入し、その幹部として反三民主義・反共産主義の論陣を張っている。後に中国国民党の一党専制を批判する論文を発表したために、ついに学校から追われてしまった。そのため弁護士を開業して、引き続き活動を展開している。

### 七君子事件と日中戦争
1931年（民国20年）、満州事変（九・一八事変）が勃発すると、王造時は抗日救国運動に参加し、民憲改進会という団体を組織したり、雑誌『主張與批評』半月刊・『自由言論』半月刊などを刊行したりした。1933年（民国22年）、宋慶齢・蔡元培・楊杏仏らと中国民権保障同盟を結成した。1936年（民国25年）11月22日、王は沈鈞儒・章乃器・鄒韜奮・李公樸・沙千里・史良とともに、国民政府当局により蘇州高等法院看守所に収監されてしまう（「七君子事件」）。その後、世論の激しい反発もあって、翌年7月31日に王らは釈放された。
日中戦争（抗日戦争）勃発後の1938年（民国27年）、王造時は江西省政府主席熊式輝の招請に応じ、江西地方政治講習院教務主任兼教授に任ぜられた。同年5月、吉安で雑誌『前方日報』を創刊して社長に就任、6月には国民参政会参政員に任命されている（以後、第2期・第4期で再任）。翌年3月、省会（省都）南昌が日本軍により陥落させられると、王は故郷の吉安で抗日の言論活動を継続した。このとき、周恩来と秘密裏に対面している。また、国民党からも入党の誘いがあったが、王はこれについては拒否している。

### 迫害に死す
1946年（民国35年）春、王造時は上海に移り、国共内戦反対の論陣を張った。中華人民共和国成立後に、王造時は華東軍政委員会委員、華東文教委員会委員、中国人民政治協商会議（政協）上海市委員会第1期常務委員、上海市各界代表会議特別招聘代表、上海法学理事となる。また教育界では、上海誠明文学院、上海前進中学、上海正平補習学校の董事長（理事長）をつとめた。1951年8月、復旦大学政治系教授となり、後に同大学歴史系教授も担当している。1954年12月には、政協全国委員会第2期委員となった。
しかし1957年3月、反右派運動の中で王造時は「右派」人士とみなされて批判に晒されてしまう。以後、教職からは追放され、復旦大学図書館で便所掃除をさせられている。1966年の文化大革命でもやはり批判対象とされ、同年11月21日、上海第一看守所に収監、迫害を受けた。1971年8月2日、そのまま王造時は獄死した。享年69。1980年5月、王造時の名誉は回復され、同年8月20日、上海市政治協商会議と復旦大学の合同主催により追悼会が開催された。

## 著作
- 『荒謬集』
- 『救國兩大政策』
- 『中國問題之分析』

その他、訳書多数。

## 注
1. 1 2 3 4 5 6  吉安市人民政府ホームページ。
2. 1 2 3 4 5 6  徐主編（2007）、135頁。
3. ↑  東亜問題調査会編（1941）、18頁。